# Герб Новомиргородського району
Герб Новоми́ргородського райо́ну — один з офіційних символів Новомиргородського району Кіровоградської області. Затверджений рішенням XX сесії Новомиргородської районної ради XXIII скликання від 10 січня 2002 року № 483. Автор герба — В. Русецький.

## Опис герба
| У червоному полі щита срібний голуб у кільці з двадцяти двох золотих п'ятипелюсткових квіток, над ними — золота вузька глава. |
Щит обрамлений срібним декоративним картушем і увінчаний золотою короню з колосків.

## Пояснення символіки
Червоне поле символізує основну територію району, яка довгий час була пов'язана з військовими поселеннями — в період Нової Сербії (1752—1764), Чорного гусарського полку (1764—1776), інших полків (1764—1783), Південних військових поселень (1820—1863).
Золота смуга символізує територію колишнього Златопільського району, яка в 1959 році була приєднана до Новомиргородського району.
Срібний голуб символізує мирний характер подальшого розвитку території району, а також перегукується з його назвою.
Двадцять дві золоті п'ятипелюсткові польові квітки засвідчують кількість територіальних громад у сучасному адміністративно-територіальному устрої Новомиргородського району.